# Сосновый походный шелкопряд
Сосновый походный шелкопряд (лат. Thaumetopoea pinivora) — вид чешуекрылых из семейства хохлаток.

## Описание
Бабочки имеют серую окраску и размах крыльев до 42 мм. Передние крылья темнее задних. На передних крыльях имеется рисунок из тёмно-серых пятен и поперечных зубчатых полос.

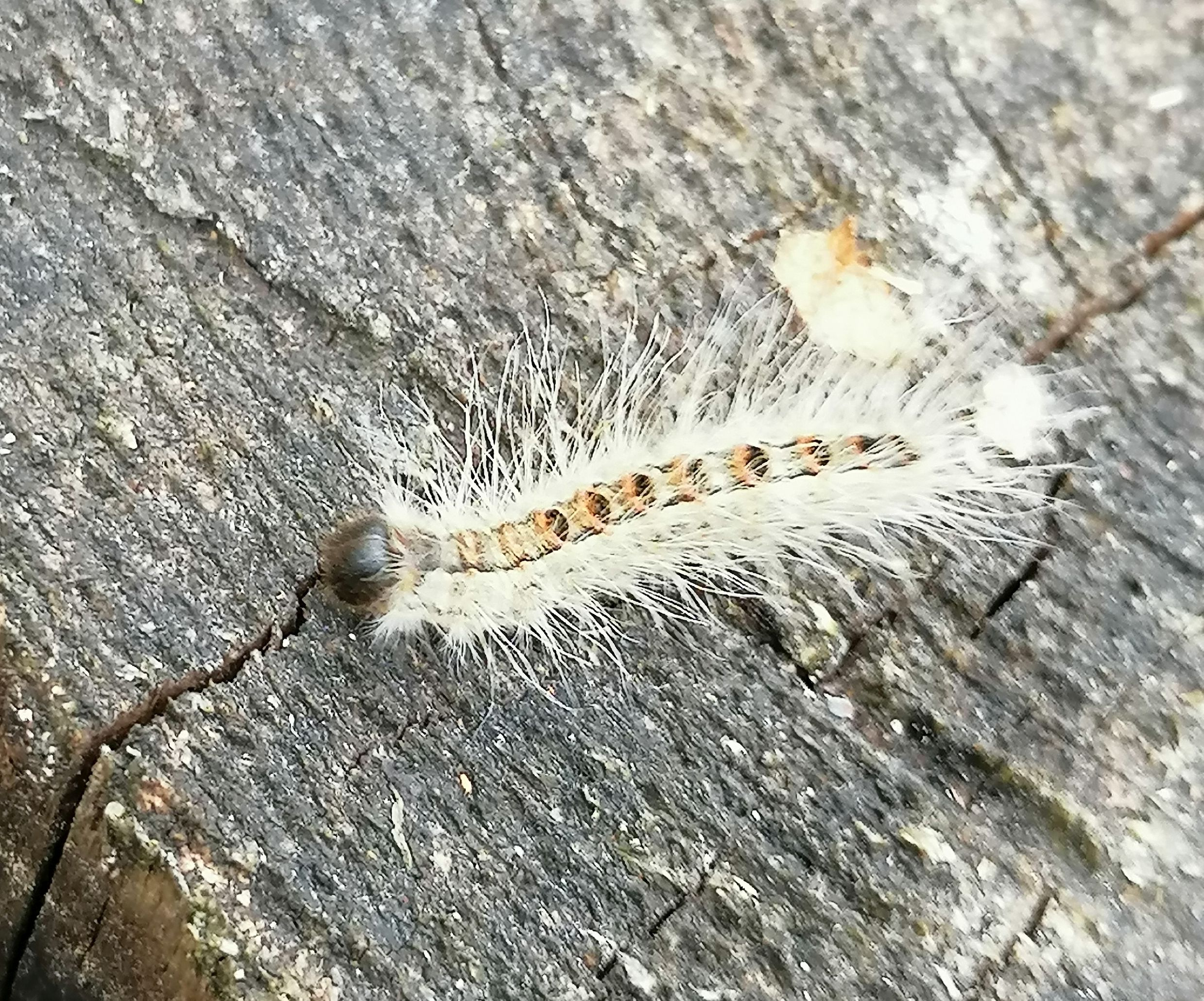
Гусеница

Длина тела гусениц до 35 мм. Гусеницы старших возрастов имеют желтовато- или голубовато-серую окраску с чёрной головой и чёрной продольной полосой на верхней стороне тела. На латеральных поверхностях тела имеется три ряда красно-бурых бородавок. Тело гусениц начиная с третьей возрастной стадии покрывается длинными жгучими волосками, которые выполняют защитную функцию. Всего возрастных стадий пять.
Куколка бурой окраски защищена серовато-бурым войлочным коконом с остатками жгучих волосков гусениц. Кремастер отсутствует.

## Образ жизни

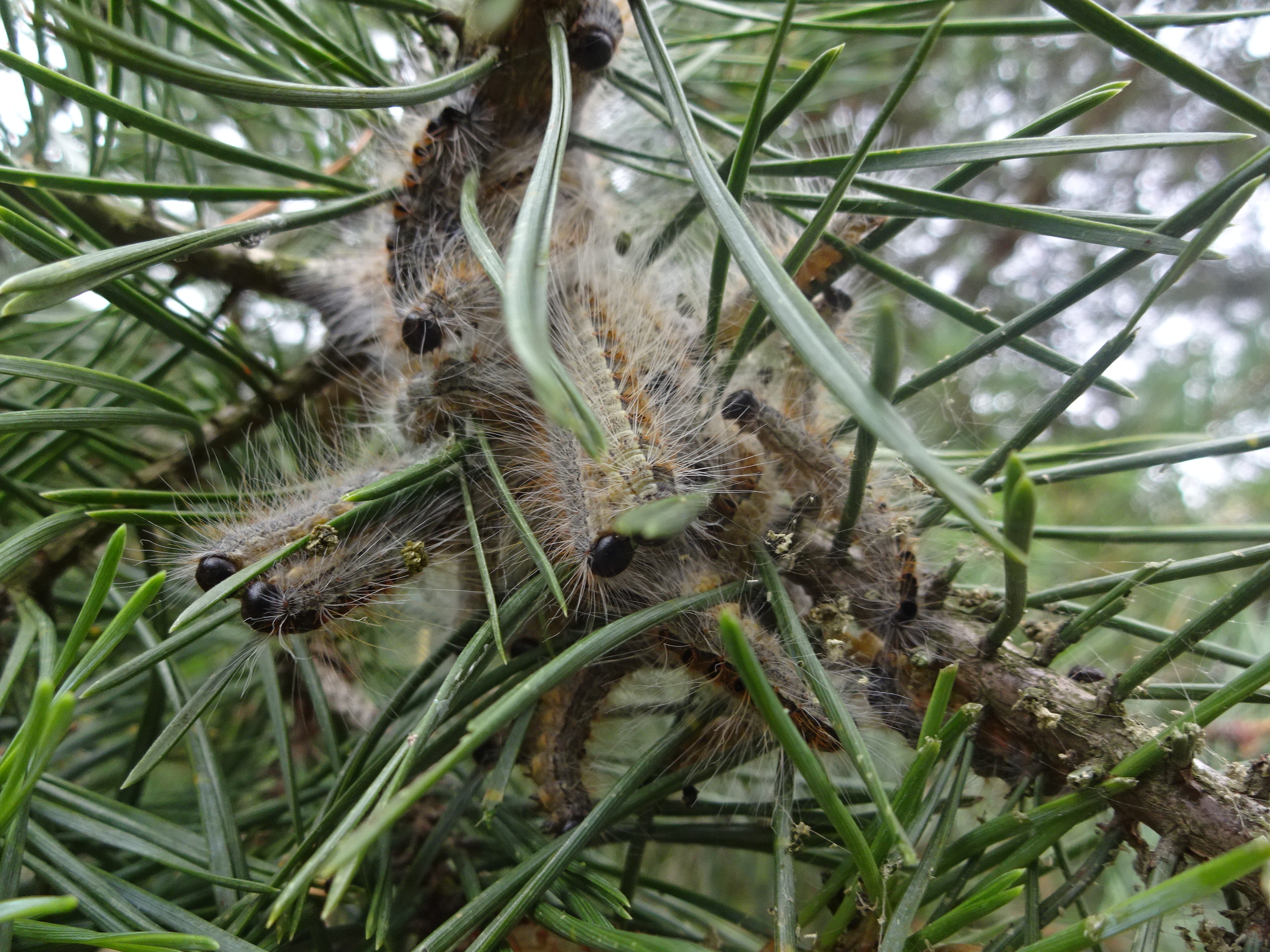
Группа гусениц на сосне (национальный парк «Куршская коса»)

Плодовитость составляет до 200 яиц. Самки откладывают яйца группами на хвоинки. Гусеницы живут группами, питаются хвоей сосны обыкновенной. В отличие от близкого вида Thaumetopoea pityocampa строят менее плотные паутинные гнёзда. Бабочки живут несколько дней. Зимуют обычно на стадии куколки в почве на глубине 8-20 см. Реже возможна зимовка на стадии яйца. Куколки могут находиться в состоянии диапаузы до 4 лет. Общая продолжительность генерации составляет от 2 до 5 лет. Редко, в южных частях ареала, возможен однолетний цикл развития.
На яйцах этого вида паразитируют наездники-эвлофиды рода Kratoysma.

## Распространение
Встречается в Европе, на север до юга Скандинавского полуострова. В России встречается только в Калининградской области.